# Louis Philippe Dandenault
Louis Philippe Dandenault (* 23. Oktober 1973 in Sherbrooke, Québec) ist ein kanadischer Schauspieler und Synchronsprecher.

## Leben
Dandenault wurde am 23. Oktober 1973 in Sherbrooke geboren. Der ehemalige kanadische Eishockeyspieler Mathieu Dandenault ist sein jüngerer Bruder. Ende der 1990er Jahre wirkte er in einer Reihe von Fernsehserien mit. Größere nationale Bekanntheit erlangte er in der Rolle des Francis Gagnon in den Fernsehserien Lance et compte – Nouvelle génération, Lance et compte: La reconquête, Lance et compte: La revanche, Lance et compte: Le grand duel, Lance et compte: La déchirure und Lance et Compte sowie 2010 im Film Lance et compte. Eine weitere größere Serienrolle des Steve Stewart stellte er 2002 in Le dernier chapitre: La Suite und 2003 The Last Chapter II: The War Continues dar. 2003 war er unter anderen als Nebendarsteller in den Fernsehserien Die große Verführung, Shattered Glass und Michel Vaillant – Jeder Sieg hat seinen Preis zu sehen. 2005 spielte er die Rolle des Donald Fuller im Film Verbrechen aus Leidenschaft. 2007 übernahm er die Rolle des Marlon Clark im Fernsehzweiteiler Killer Wave – Die Todeswelle. Von 2011 bis 2015 wirkte er in der Rolle des Jean-Marc Brouillard in 28 Episoden der Fernsehserie 19-2 mit.

## Filmografie (Auswahl)
- 1997: Bouledogue Bazar (Fernsehserie)
- 1998: L'ombre de l'épervier (Fernsehserie)
- 1998–1999: Caserne 24 (Fernsehserie)
- 2000: L'ombre de l'épervier II (Fernsehserie)
- 2001: Tribu.com (Fernsehserie)
- 2002: Lance et compte – Nouvelle génération (Fernsehserie, 10 Episoden)
- 2002: Largo Winch – Gefährliches Erbe (Fernsehserie, Episode 2x02)
- 2002: Le dernier chapitre: La Suite (Miniserie, 6 Episoden)
- 2003: 3 x rien (Fernsehserie, Episode 1x09)
- 2003: Die große Verführung (La grande séduction)
- 2003: Shattered Glass
- 2003: Michel Vaillant – Jeder Sieg hat seinen Preis (Michel Vaillant)
- 2003: Chartrand et Simonne (Fernsehserie, Episode 2x03)
- 2003: The Last Chapter II: The War Continues (Fernsehserie, 6 Episoden)
- 2004: Monica la mitraille
- 2004: Lance et compte: La reconquête (Fernsehserie, 10 Episoden)
- 2004: Ciao Bella (Fernsehserie)
- 2005: Verbrechen aus Leidenschaft (Crimes of Passion, Fernsehfilm)
- 2005–2006: The Tournament (Fernsehserie, 16 Episoden)
- 2006: Histoire de famille
- 2006: 10.5 – Apokalypse (10.5: Apocalypse, Miniserie, 2 Episoden)
- 2006: Lance et compte: La revanche (Fernsehserie, 10 Episoden)
- 2006: Canada Russia '72 (Fernsehserie, 2 Episoden)
- 2007: Killer Wave – Die Todeswelle (Killer Wave, Fernsehfilm)
- 2007–2008: C.A. (Fernsehserie, 9 Episoden)
- 2008: Sticks and Stones (Fernsehfilm)
- 2008: Nos étés (Fernsehserie, 3 Episoden)
- 2008: M.V.P. (Fernsehserie, 5 Episoden)
- 2008: Dans une galaxie près de chez vous 2
- 2009: À vos marques... Party! 2
- 2009: Lance et compte: Le grand duel (Fernsehserie, 10 Episoden)
- 2010: Lance et compte
- 2010–2011: Toute la vérité (Fernsehserie, 5 Episoden)
- 2011–2015: 19-2 (Fernsehserie, 28 Episoden)
- 2012: Lance et compte: La déchirure (Fernsehserie, 10 Episoden)
- 2013: Being Human (Fernsehserie, Episode 3x02)
- 2015: 19-2: L'alerte Amber (Kurzfilm)
- 2015: Lance et Compte (Fernsehserie, 10 Episoden)
- 2015: 19-2: L'arrestation (Kurzfilm)
- 2015–2016: Le Clan (Fernsehserie, 12 Episoden)
- 2017: Ça sent la coupe
- 2017: Béliveau (Miniserie, Episode 1x04)
- 2018: The Killer Inside (Fernsehserie, 10 Episoden)
- 2020: Barkskins – Aus hartem Holz (Barkskins, Fernsehserie, 3 Episoden)
- 2021: Alertes (Fernsehserie, 19 Episoden)
- 2022: Une Affaire Criminelle (Miniserie, Episode 1x07)

## Synchronisationen (Auswahl)
- 1997: Caillou (Zeichentrickserie)
- 2011: Assassin’s Creed: Revelations (Computerspiel)
- 2012: Far Cry 3 (Computerspiel)
- 2013: Assassin’s Creed IV: Black Flag – Freedom Cry (Computerspiel)
- 2014: Sale gueule (Kurzfilm)
- 2014: Assassin’s Creed Unity (Computerspiel)
- 2015: Tom Clancy’s Rainbow Six Siege (Computerspiel)
- 2016: Watch Dogs 2 (Computerspiel)
- 2017: For Honor (Computerspiel)
- 2021: Disciples: Liberation (Computerspiel)